# Juan Vidal Ramos
Juan Vidal y Ramos (Alicante, 1888-1975) fue un arquitecto y académico español que trabajó para las principales instituciones de la provincia de Alicante públicas y privadas; presidió la Delegación alicantina del Colegio de Arquitectos de la Zona de Valencia COAZV (1930-36) y cofundó del Colegio Territorial de Alicante. 
Fue el creador de gran parte del patrimonio arquitectónico alicantino del siglo XX y, además fue presidente del Club Rotario de Alicante (1932) y miembro de la directiva del Ateneo de Alicante.

## Biografía
Nació en Alicante el 29 de agosto de 1888, el año de la Exposición Universal de Barcelona, en una familia acomodada pues su padre José Vidal Bossío que era representante de comercio de productos para la construcción, participaba en la Sociedad promotora del tranvía de Alicante. Su madre era Encarnación Ramos Aguilar. Estudió en el Instituto de Alicante en la etapa en que se encontraba en la calle Reyes Católicos en un edificio que fue almacén de comercio y sus oficinas, donde coincidió con el futuro escritor Gabriel Miró y, además, como era buen dibujante, asistió con Miró a la academia de Lorenzo Casanova Ruiz, al que sucedió Lorenzo Pericás Ferrer. A nadie extrañó que decidiera irse a estudiar Arquitectura a Barcelona donde se hospedó en la misma casa de inquilinos que el futuro músico Óscar Esplá. Comenzó en 1908 en la Escuela de Arquitectura de Barcelona, tuvo por compañero de clase a Eusebi Bona y durante la carrera fue alumno, entre otros, de Lluís Domènech i Montaner y de Alexandre Soler —destacadas figuras del modernismo catalán—; también pudo impregnarse del historicismo arquitectónico tan presente en esa ciudad. Además como estaba becado por la Escuela, trabajó en la restauración de la catedral de la Seo Vieja de Lérida, en la de la catedral de Santa María de Palma de Mallorca y la de la catedral de Santa María de Valencia. En los últimos años de carrera dirigió obras de restauración del monasterio de Poblet y donde tuvo la oportunidad de conocer al universal Antoni Gaudí que por entonces trabajaba en el Templo Expiatorio de la Sagrada Familia. 
Una vez concluidos sus estudios regresó a Alicante y abrió su estudio de arquitectura en la calle San Fernando en una manzana próxima a la hoy plaza de Gabriel Miró, donde más adelante haría la reurbanización de su jardín. En 1917 comenzó como inspector de Obras del Ayuntamiento de Alicante, llegando a ser arquitecto municipal. En lo particular Vidal inició su carrera con proyectos innovadores como el benaluense «Salón Granados» (1917) espacio multiusos para José Terol y en el alicantino paseo de la Explanada, la casa Lamaignere (1918) realizada con José Espuch, donde ya se podían apreciar cuales eran las necesidades de la nueva alta burguesía enmarcado dentro de la arquitectura ecléctica que le caracterizó, lo que también puede apreciarse en el edificio de F. Gomis Iborra, la Casa Gomis-Iborra, (1920) en la esquina de la avenida de Alfonso el Sabio, proyecto no concluido rematado originalmente por un ático abuhardillado. Por esas fechas nació el grupo que constituyó la vanguardia artística alicantina de aquellos tiempos, especialmente desde que Gabriel Miró, con quien mantuvo su amistad, abandono Madrid en 1921 por enfermedad de una hija, y se trasladó a la masía «Mas del Molí» en Benimantell, localidad de la comarca alicantina de la Marina Baja, donde Vidal y Esplá -como también haría el pintor Emilio Varela Isabel- le hicieron numerosas visitas. Antes de inaugurar el Mercado Central de Alicante (1922) ya había trasladado su estudio a la placita del Remedio e hizo un edificio para la familia del médico Ángel Pascual Devesa al final de la calle San Francisco. En el proyecto del Mercado, fundamental para la ciudad, intervino con más técnicos como Francisco Fajardo Guardiola y el ingeniero Próspero Lafarga, en una obra que comenzó en 1915 en unos terrenos cedidos, entre otros, por la marquesa de la Hermida, para quien levantó precisamente detrás del Mercado un edificio historicista con fachada a tres calles. Después diseñó el Garaje “Alfonso XIII” y trabajó en la reforma del palacete que fue sede de la «Caja de Ahorros y Monte de Piedad de Alicante» en San Fernando (1923) resultando un edificio muy academicista, donde unas columnas gaudinianas refuerzan la puerta de entrada buscando transmitir seguridad y solidez, así como los relieves del pintor y escultor Vicente Bañuls (también antiguo alumno de la academia de Casanova) y unas cariátides en el último nivel; su grupo de tertulia siguió creciendo con antiguos y nuevos amigos tales como el expresidente de la Caja de Ahorros José Guardiola y Ortiz o su yerno, el economista Germán Bernácer. También destacar una reforma realizada en un antiguo café cantante propiedad entonces de Luis Martínez, que tras la remodelación se convertiría en el «Central Cinema» y en cuya fachada llamaba la atención un arco modernista cortado por una marquesina; después de finalizar la reforma del paseo de la Rambla de Méndez Núñez abandonó el Ayuntamiento para encargarse del departamento de Obras de la Diputación Provincial de Alicante en calidad de arquitecto y a continuación sería nombrado miembro de la 'Comisión provincial de Monumentos' con Francisco Figueras Pacheco, quién incluyó a Vidal en la directiva del Ateneo de Alicante durante su presidencia. 
Al tiempo se inauguró la casa Carbonell (1924) donde repitió la estructura jerárquica y la ornamentación (blasones, guirnaldas, medallones…) del Lamaignère añadiendo cúpulas y con un resultado más grandioso, y el nuevo presidente de la Diputación, Pascual Mas y Mas, le encargó la construcción de un nuevo hospital para la Beneficencia provincial. Del año siguiente destaca el edificio de viviendas de alquiler para el cónsul francés, Renato Bardin —junto a la casa palacete de esa misma familia— tanto estética como estructuralmente, estilo Beaux Arts (arquitectura); otro para R. Alberola en hoy la avenida de la Constitución ornamentado con elementos renacentistas y barrocos, con los balcones del piso principal jerarquizando y sobresaliendo las cornisas de la cubierta de madera del tejado; el chalet de su amigo el músico Esplá en el barrio de Benalúa (Alicante) y también la reforma del Casino de Alicante (1925), sobre un original modernista de su antecesor José Guardiola Picó, donde ofreció una nueva fachada con elementos platerescos y clasicistas; justamente el año que se celebró la Exposición de Artes Decorativas de 1925 en París fue nombrado arquitecto de la 'Cámara de la Propiedad Urbana de Alicante'. En 1926 levantaría algún chalet en el barrio Ciudad Jardín (Alicante), del arquitecto Fajardo, y para el empresario L. Martínez haría una sala de cine, el «Monumental-Salón Moderno» (1926) —al lado del Mercado Central— con la fachada constituida por notables elementos modernistas: un pórtico de entrada con columnas sosteniendo el techo del hall de acceso al amplio salón del patio de butacas, donde destacaba el balcón interior de la primera planta volada y retrasada con “gallinero”. La parte exterior de ese primer nivel era ensalzado por un mirador ornamentado compuesto por un arco central donde se situaban los atlantes, el tercer piso con relieves y la cornisa con balaustre y pináculos; también en esa zona se encargó de hacer una sede para la Beneficencia municipal dirigida entonces por el médico Pascual Pérez Martínez: la 'Casa de Socorro' (1927) cuyo elemento más destacado era un torreón en la esquina con ventanas circulares. Poco después el presidente Pascual Mas le encargó el diseño y construcción de una sede fija para la institución provincial más importante que albergara un salón de plenos para la Corporación provincial y su Administración: el Palacio Provincial de Alicante. En el año 1928, mientras se culminaba un edificio de viviendas para José Ramón en la calle López Torregrosa con un pequeño mirador circular, intervino, en la ampliación (1929) del “Barrio Obrero” promovido por el Círculo católico a través de la «Sociedad de Casas Baratas» con el «Banco de Ahorro y Construcción» actualmente incluido en el actual barrio de Vistahermosa, además comenzaron las obras del futuro palacio de la Diputación. Por aquella zona levantó muchos edificios particulares de los cuales permanecen, en la plaza de los Luceros el edificio para José Sevilla (1930) en la esquina con la avenida de la Estación, y otro edificio de viviendas para José Seguí en la calle Poeta Quintana con Segura y en la avenida del General Marvá la 'Escuela Francesa'. También hizo chalets como el del empresario harinero Salvador Magro en Benalúa o en Villajoyosa el chalet de Centella de parecida factura, pero más pequeño. Fue en esos años cuando ingresó en la Real Academia de Bellas Artes de San Fernando. 

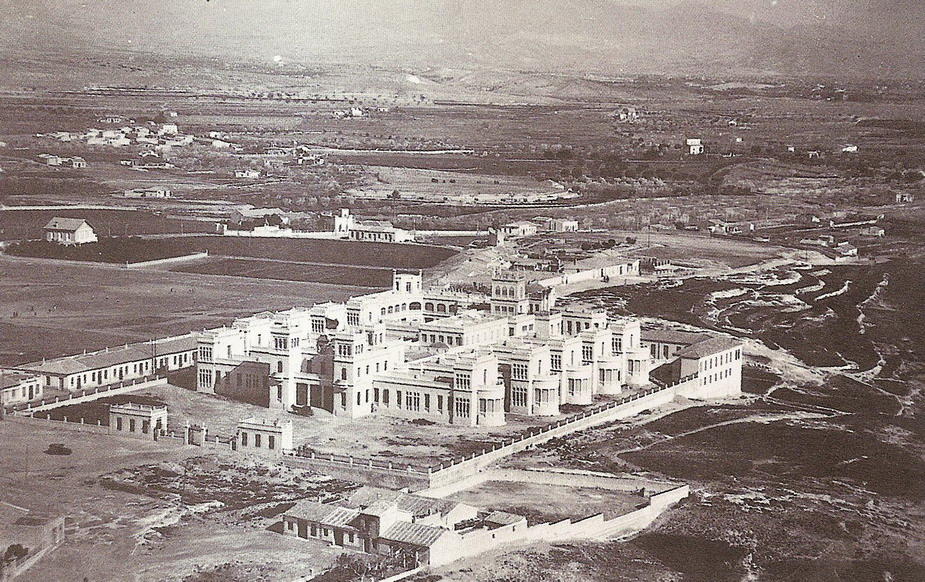
El Hospital provincial de Alicante años 1930

Al comienzo de la Segunda República Española se inauguró, aunque ya estaba en funcionamiento, el nuevo Hospital provincial de Alicante (actual Museo Arqueológico de dicha ciudad) con una moderna distribución —fue bien asesorado por los médicos de la Diputación— con influencias del Hospital de Maudes, obra de Antonio Palacios, y su capilla neogótica; el nuevo presidente Franklin Albricias tomó posesión del palacio de la Diputación, construcción ecléctica con simetrías neoclásicas y neobarroco en los detalles presentes en el patrimonio de toda la provincia de Alicante, auténtica puesta en valor del arte local tal y como propuso Quatremère de Quincy, más de cien años antes en sus tratados de arquitectura; pero fue también un año de tristeza por el fallecimiento de su esposa Dolores Ramos. Comenzó 1932 con un acontecimiento importante para Alicante, se produjo la visita del presidente de la República Niceto Alcalá-Zamora que asistió, entre otros eventos, a la inauguración del palacio de la Diputación, incluidas las dependencias del 'Museo Arqueológico provincial', y Vidal estuvo acompañando a Albricias. Tras esos fastos continuó con su trabajo, inauguró un edificio para la familia Bergé —también de origen francés— formando chaflán y con una cúpula rematando los miradores de la última planta —especialmente en el chaflán—, donde concentró la ornamentación beauxartiana. Algo lejos de allí, en la calle San Vicente, levantó un edificio para G. Martínez Torregrosa. El trabajo no escaseaba y la siguiente obra que acometió fue el Colegio de Carolinas Altas, hoy «9 de octubre», después el «Salón Antinea» con fachada art déco en el barrio San Blas-Santo Domingo y una casa al final de la avenida de Federico Soto (1934) frente al edificio que había construido para el «Banco Coca», y en el año 1935, otros tres: uno de alquiler en avenida del Doctor Gadea para la familia de industriales alcoyanos Aznar Domenech, otro familiar en Soto y en Marvá para J. Torregrosa. En 1936 sería el edificio en la calle Reyes Católicos 26, llamada entonces Joaquín Costa, pero cuando la situación económica decayó y el ambiente pre-bélico se extendió, Vidal cerró su estudio y su vivienda en el edificio Carbonell, y se fue a vivir a un chalet en los alrededores de la Playa de la Albufereta; al inicio de la Guerra Civil Española se trasladó a una masía que tenía en la Sierra de Aitana llamada «El Clot del Pi» después de casarse con Mª Dolores Soto Chápuli, hija del alcalde Federico Soto y, cuyo abuelo materno fue un importante contratista de obras del siglo XIX en Alicante . 
Finalizada la guerra e instaurado el franquismo, después de unos trabajos en colaboración con José Iváñez y otros, Vidal abrió con Julio Ruiz Olmos estudio de arquitectura (1940-63) en el n.º 7 de la calle San Fernando en la casa familiar de su mujer, desde donde comenzó a restaurar y reparar el Teatro Principal (Alicante) y el Casino, afectados por el bombardeo de Alicante en 1938, así como la reconstrucción de los balnearios «La Alianza» y «La Alhambra», sitos en la Playa del Postiguet. Dentro de la Concatedral de San Nicolás de Bari diseñó la capilla del 'Cristo de la Buena Muerte' para una cofradía de la Semana Santa alicantina y para el Obispado de Orihuela-Alicante, hubo de reconstruir el altar mayor del Monasterio de la Santa Faz porque albergó una checa durante la guerra civil y el interior estaba destrozado; más tarde fue el nuevo convento de la orden de Clarisas Capuchinas (1945) detrás de la actual sucursal del Banco de España alicantina y la nueva Iglesia de San Juan Bautista (1949) del barrio de Benalúa en estilo neogótico —la original de J. Guardiola—, con la ayuda inestimable de Figueras Pacheco como miembro de la Junta de Reconstrucción, por causa de la quema de conventos de 1931 en España. En aquella época empleó como delineante al pintor Miguel Abad Miró, pariente de Gabriel  Miró (1930†). Después vendrían sus proyectos en la Rambla como el «Cine Avenida» para L. Martínez o el edificio de viviendas para el topógrafo catastral José Caturla y, sobre todo, los edificios de alquiler para sociedades mercantiles, con oficinas o comercios en la planta baja y el entresuelo, y viviendas en el cuerpo central y el escalonamiento en los últimos niveles propio del art déco pero en los que destaca el equilibrio volumétrico del racionalismo arquitectónico, como el del empresario Evaristo Marimón (1941). 

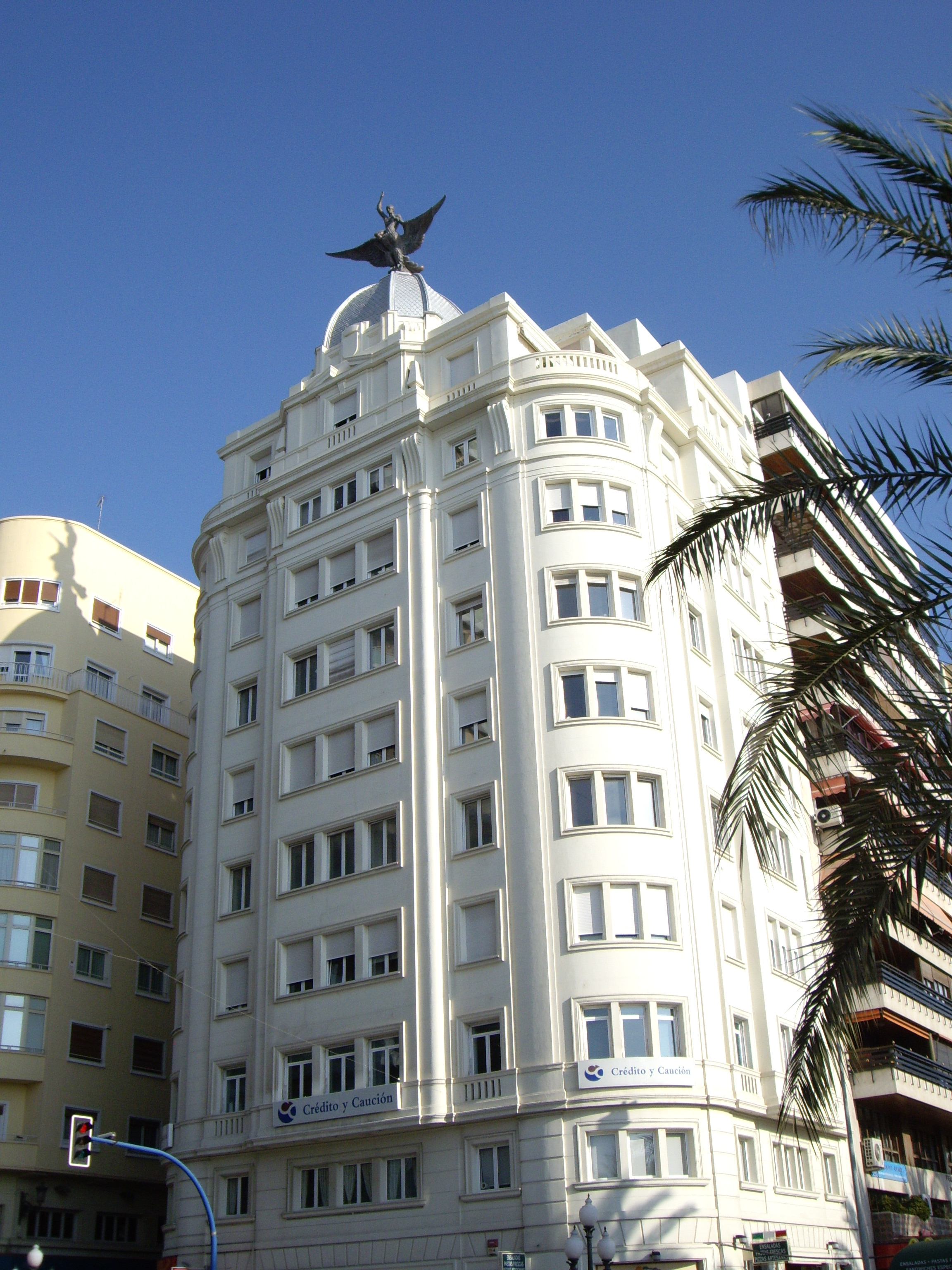
Edificio de La Unión y el Fénix de Alicante

También edificios corporativos como el de «La Unión y el Fénix» en Alicante (1942), inspirado por un trabajo de Eusebi Bona, con las jerarquías bien claras por los balcones en el piso principal y el último, rematado con una cúpula beauxartiana coronada con la escultura símbolo de la compañía aseguradora, o el edificio «Banco Vitalicio» (1943) siguiendo el estilo marcado por Lluís Bonet i Garí en la sede de Barcelona —diseñada antes de la guerra— pero con la última sección en contre-courbe erigiéndose como torre, así como el “Barrio Portuario” para los trabajadores del Puerto de Alicante encargado por el presidente de la Autoridad Portuaria, Heliodoro Madrona; muy al contrario que la casa para la familia que fue propietaria de «Grúas San Martín SL», hacia el final de la Explanada, de formas casticista-regionalistas. Pero ese año de 1943 se produjo la explosión de la «Armería El Gato» que estaba situada próxima a la plaza del Ayuntamiento, y que además de destrozar vidas humanas (17 muertos y 123 heridos) también dañó todo el entorno, donde Vidal tuvo la oportunidad de rehabilitar y hacer una nueva fachada neorrenacentista para la casa Ansaldo (1952) —sobre el pórtico del mismo nombre— propiedad de Balbina Gómiz, esposa de Gabriel Montesinos y Donday, expresidente de la 'Cámara de la Propiedad Urbana'. Otra corporación, Banesto, le encargó la construcción de su sede en Alicante donde se encontraba la antigua sucursal del Banco de España localizado en un pequeño edificio que pertenecía a las dependencias militares de la antigua puerta medieval en la hoy plaza del Portal de Elche, y no olvidó reponer una representación de la Santa Faz en la fachada, tal y como hubo en casi todas las puertas de la ciudad desde el siglo XVII. 
El año siguiente fue el nuevo Instituto de Bachillerato (1953) —hoy Instituto de Educación Secundaria Jorge Juan (Alicante)— donde se puede apreciar esa evolución hacia una estética más limpia, con fachadas nada ornamentadas, donde destacan los arcos romanos de los pórticos simétricos que repetiría en el Psiquiátrico provincial. También el «Cine Roxy» en Benalúa para Martínez y además participó nuevamente en un barrio, promovido por la entonces «Caja de Ahorros de Alicante y Murcia» —sucesora del anterior Montepío—, exactamente en una de las fases del proyecto “Sagrada Familia” (1953-59), nuevo barrio conectado al sur con el núcleo de población por el complejo industrial de la entonces fábrica «Motores Eléctricos Hijos de Antonio María SL» en su linde de la calle San Mateo. El «Gran Hotel» en la calle Navas (1955) y su último gran proyecto fue la llamada Torre Provincial (Alicante) (1956-1960) para la C.A.P.A., la «Caja de Ahorros Provincial de Alicante» de la Diputación, con la colaboración de su socio Ruiz Olmos y Francisco Muñoz, en el ensanche de la Rambla, donde se apreció su capacidad de adaptación a los nuevos tiempos con el que fuera el edificio más alto en Alicante, con 15 plantas únicamente de oficinas, que revolucionó la arquitectura alicantina. Un pequeño rascacielos con las fachadas exentas, donde se encuentran situados los relieves de Enrique Pérez Comendador en la cara este, y unos innovadores paneles de ventanas de acero al estilo Le Corbusier. En el año 1957 se jubiló en la función pública como arquitecto provincial (1923-57) y con respecto a su estudio particular aún aceptaría algunos encargos particulares como el de J. Ribelles, consistente en actuaciones en la fachada y últimos pisos del edificio de la Explanada, con entrada por la calle San Fernando 49, propiedad de su esposa Rita Barraquer —de la familia de los oftalmólogos—, paseo en el que prácticamente comenzó y terminó; en el año 1964 solicitó la baja en el Colegio de Arquitectos de Alicante.
A inicio de los años 1970, al mismo tiempo que a su amigo Óscar Esplá, el Ayuntamiento de Alicante le puso su nombre a una calle en el lateral del Hospital provincial. El reconocimiento a un hombre con poder de transformación, de crear patrimonio por medio de la arquitectura y la capacidad de adivinar lo que necesitaban sus clientes. 
Falleció el 21 de agosto de 1975.

#### Premio de Arquitectura
En el año 2001 la Diputación de Alicante creó el “Premio de Arquitectura Juan Vidal” con el ánimo de fomentar el ejercicio profesional riguroso y exigente, así como de estímulo a los intervinientes en el proceso de la construcción.